# Fédération du théâtre ouvrier de France
La Fédération du théâtre ouvrier de France (FTOF) naquit le 25 janvier 1931 comme section nationale de l'Union internationale du théâtre ouvrier (UITO). Cette dernière fut créée au début de l'année 1930 et tint sa première conférence internationale au mois de juin de cette même année. 

## Théâtre d'agit-prop
La FTOF se considérait "comme une troupe d'agitation au service des organisations révolutionnaires" à savoir le Parti communiste français (PCF) et la Confédération générale du travail unitaire (CGTU). 

## Le Groupe Octobre
Le Groupe Octobre (dont faisait partie Jacques Prévert) appartint à la FTOF du 25 avril 1932, date de sa création, au 30 juin 1936, date à laquelle il représenta à la Mutualité son dernier spectacle Le tableau des merveilles, mis en scène par Lou Tchimoukow (surnom de Lou Bonin). 

## L'UTIF
En avril 1936, la FTOF devint l'Union des théâtres indépendants de France (UTIF)